# 乌热尔图
乌热尔图（1952年4月20日—），鄂温克族，中国现代作家，被称为“鄂温克族历史上第一个有影响的作家”。

## 生平
乌热尔图原名涂绍民，1952年生于内蒙古乌兰浩特，父亲为鄂温克族，母亲为达斡尔族。童年在莫力达瓦达斡尔族自治旗尼尔基镇度过，从进幼儿园到上小学、初中，接受的都是汉族文化和达斡尔族文化的教育。“文化大革命”中他辍学来到额尔古纳左旗敖鲁古雅鄂温克民族乡插队。他在敖鲁古雅生活约达十年, 先后当过猎民、工人和民警，并入了党，当过乡党委宣传委员和党委副书记。1976年发表了处女作《大岭小卫士》，这是一部儿童文学作品，在其中他首次使用了笔名“乌热尔图”（鄂温克语中“森林的儿子”之意）。
1980年，他由敖鲁古雅乡调往呼伦贝尔盟文联工作，接着先后参加了全国少数民族文学创作会议和内蒙古自治区第三次文代会，次年又被送往中国作家协会文学讲习所学习。在这一年他获得了众多文学奖项，如《瞧啊，那片绿叶》获全国少数民族文学创作奖，《一个猎人的恳求》获全国优秀短篇小说奖，《森林里的梦》获内蒙古自治区文学创作一等奖，《猎犬》获《草原》优秀短篇小说奖。其后的两年他持续创作了一系列短篇小说，其中《七岔犄角的公鹿》和《琥珀色的篝火》分别荣获全国1982年和1983年优秀短篇小说奖。1985年成为中国作家协会书记处书记，之后有一段时间又回到敖鲁古雅体验猎人生活。1988年发表《小说三题》——《沃克和泌利格》、《清晨升起一堆火》、《玛鲁呀, 玛鲁》。1990年代初, 乌热尔图在《收获》杂志上发表了中篇小说《丛林幽幽》，之后停止了小说创作。

## 风格
乌热尔图早期的创作多采用第一人称叙事，淡化甚至遮蔽民族身份，叙事主人公大抵是儿童。而到了后期，主人公则变为成人甚至老人，反映出对整体性的鄂温克文化被“切割采样”、“改头换面的占用”的忧虑，力图将现实、历史与部族神话、传说、图腾连通, 寻根溯源，借各种隐喻来阐释整个部族的精神世界, 使其更具凝聚力与民族意识，以便同其他生存群体相区别。在《梦，还有猎营地捅刀子的事》、《丛林幽幽》，乌热尔图借鉴了魔幻现实主义的手法。

## 评价
评论家张兴劲指出：“乌热尔图小说中出现较多的两种自然界动物形象, 一是野鹿, 一是野熊。从鄂温克人的文化心理意向出发, 作家在小说中对于鹿的描写有着双重意义。一方面作为善良、纯朴、晓勇、坚毅等美好品质的化身，鹿寄寓着鄂温克人对于人生信念的肯定另一方面, 鹿则象征鄂温克人对于自身人格品质的肯定”。“与鹿的美好善良相对峙的, 是熊的凶残丑恶”，“鄂温克人在与熊的搏斗中最终都能以人的智慧和力量而征服熊的貌似强悍”。